# Удружење „Увек са децом”
Удружење „Увек са децом” основано је 2. септембра 1991. године при Институту за онкологију и радиологију Србије у Београду. Од тада, удружење помаже оболелој деци, њиховим породицама и болници, са циљем да деци оболелој од рака и њиховим породицама помогнемо и подржимо их у свим фазама лечења и да обезбедимо најбољу дијагностику, третман, негу и праћење након завршеног лечења.
Удружење је члан Међународног удружења родитеља деце оболеле од рака - CCI (Childhood Cancer International), које блиско сарађује са Светским друштвом педијатријске онкологије, SIOP (International Society of Paedriatic Oncology).

## Хуманитарна активност
У септембру месецу 1991. године, због политичке ситуације која је довела до распада СФРЈ, а која је проузроковала недостатак лекова, медицинско особље је увидело да би оснивањем једне хуманитарне организације било омогућено путем донација набавити лекове као и друга средстава којих је недостајало, а неопходни су за лечење деце. Тако је основано прво удружење у Србији за помоћ деци која се лече од рака.
У том уистину тешком времену баш овим именом се желело указати да деца не могу и не смеју остати без адекватног лечења и да имамо сви обавезу да увек будемо уз њих. „Увек са децом” је већ 30 година уз њих и труди се да им олакша животе и да пружи њиховим најближима практичну, материјалну и емотивну подршку, где сви корисници имају исти третман и свима се посвећује једнака пажња са циљем да им пружи помоћ и подршка у решавању потешкоћа.
На институту за онкологију и радиологију Србије годишње се лечи 100 деца узраста од 0-18 година, где су проблеми и потребе различити у складу са узрастом и породичном ситуацијом. Такође, стање у коме се налазе здравствене установе директно утиче на квалитет услуга која се пружа пацијентима, тако да је циљ да деца на лечењу имају сличне услове које имају и деца у развијеним земљама у свету, зато је педијатријско одељење добило од удружења медицинске апарате и разну другу опрему.
Удружење „Увек са децом” са различитим друштвеним организацијама, појединцима и медијима, такође, спроводи посебне хуманитарне акције и на тај начин омогућена је подршка деци и породицама.

## Мисија и начин рада
Удружење има мисију унапређења квалитета лечења и живота деце оболеле од рака и психо-социјална подршка целој породици како би што лакше пребродили дуготрајно, болно и исцрпљујуће лечење на педијатријском одељењу Института за онкологију и радиологију Србије. Сваки родитељ или старатељ чије се дете лечи или се лечило на ИОРС-у и који дође и потражи помоћ од удружења буде са пажњом саслушан и органи удружења по усвојеним правилима разматрају о молби и  о томе одлучују и доносе одлуку како и на који начин да им се помогне.

### Kако помоћи корисницима удружења
Грађани и правна лица могу посетом сајта да се информишу како могу да помогну и да одлуче на који начин и како може помоћи, било да волонтира, донира робу или уплати новац на више начина:
- Слањем СМС празне поруке на број 7175, где је од почетка активације прикупљено више милиона динара са више од 93.000 пристиглих СМС порука.
- Уплатом на динарски рачун,
- Уплатом на девизни рачун,

### Хуманитарне кутије
Свим друштвено одговорним компанијама омогућено је да, постављењем хуманитарних кутија удружења “Увек са децом” у својим продајним објектима, учествују у прикупљању новчаних средстава за све кориснике удружења.

## Оснивачи удружења
- Радић Живојин
- Ђуровић Миломир
- Грујић Биљана
- Лазаревић Љубиша
- Бошковић Момчило
- Бајић Никола
- Тадић Александар
- Денић Мирко
- Ранђеловић Радисав
- Борић Владан
- Рајковић Владанко
- Видовић Марија
- Индира Kајошевић
- Ристић Ангелина
- Др Жарко Барјактаревић